# Robert Cimera
Robert Cimera, meist nur Robert genannt (* 17. September 1887 in Wien; † unbekannt), war ein österreichischer Fußballspieler auf der Position eines Läufers, spielte später auch Verteidiger. Mit der österreichischen Fußballnationalmannschaft nahm er an den Olympischen Spielen in Stockholm 1912 teil.

## Karriere
Robert Cimera begann seine Karriere als Fußballspieler beim DFC Prag. Von den Blau-Weißen schaffte er 1908 den Sprung in die österreichische Nationalmannschaft, mit der er gegen den Fußball-Lehrmeister England debütierte. Als linker Läufer durfte Cimera auch 1912 das Nationalteam nach Stockholm zu den Olympischen Spielen begleiten. Im Eröffnungsspiel gegen Deutschland hatte Cimera mit seinem Team leichtes Spiel, nachdem ein deutscher Verteidiger seinen eigenen Tormann niedergerannt hatte. Österreich gewann mit 5:1, Cimera erzielte den Abschlusstreffer. In der nächsten Runde gab es allerdings ein überraschendes Ausscheiden gegen die Niederlande. 
Die Nationalmannschaft konnte den Bewerb jedoch in einer eigens geschaffenen, aber eigentlich bedeutungslosen „Hoffnungsrunde“ fortsetzen. Hier kam Cimera nach Siegen über Norwegen und Italien bis ins Finale gegen Ungarn, in dem er mit dem Team mit 0:3 unterlag. Während des Ersten Weltkrieges verschlug es den Läufer nach Hütteldorf, wo er jedoch nur relativ selten in der Verteidigung zum Einsatz kam. Sein letztes Länderspiel bestritt er 1915 gegen Ungarn.
Ab 1916 kämpfte er im Ersten Weltkrieg an der Italienfront, wurde 1917 zum Oberleutnant ernannt und zweimal verletzt.

## Erfolge
- 1 × Österreichischer Meister 1916
- 10 Länderspiele und 1 Tor für die österreichische Fußballnationalmannschaft von 1908 bis 1915